# Bernard Latchimy
Bernard Latchimy (* 10. September 1971 in Saint-Denis (Réunion)) ist ein ehemaliger französischer Handballspieler.

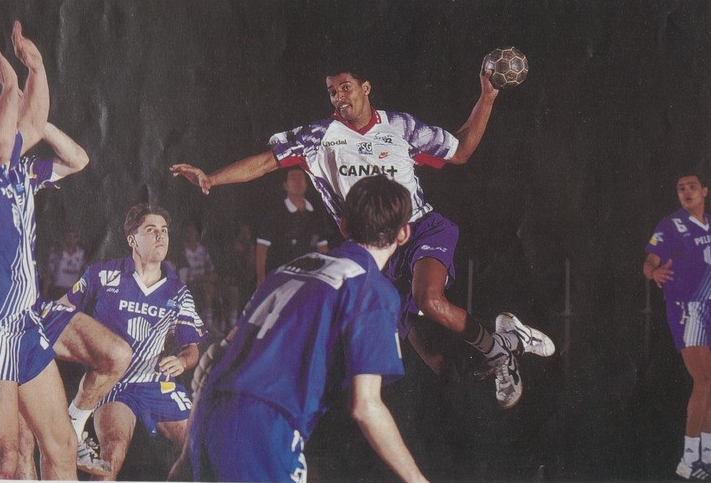
Bernard Latchimy (1993)

Der 1,94 Meter große linkshändige rechte Rückraumspieler spielte von 1990 bis 1997 bei PSG-Asnières, 1997/1998 bei der SG Wallau/Massenheim, 1998/1999 bis 2000/2001 erneut bei Paris St. Germain, 2001/2002 bei der SG VfL/BHW Hameln, 2002/2003 bei SC Torggler Group Merano, 2003/2004 beim Stralsunder HV, 2004/2005 beim ThSV Eisenach, 2005/2006 bei der TSG Söflingen, von 2006/2007 bis 2008 bei der Ahlener SG, 2008 beim HC Empor Rostock und ab Dezember 2008 beim SV Alfeld; im März 2009 verließ er den SV Alfeld.
Latchimy gewann mit der französischen Nationalmannschaft bei der Weltmeisterschaft 1997 in Japan die Bronzemedaille. Er absolvierte von 1996 bis 2000 45 Länderspiele für Frankreich.